# Doğan Alemdar
Doğan Alemdar (* 29. Oktober 2002 in Kocasinan in der Provinz Kayseri) ist ein türkischer Fußballtorwart. Er steht seit August 2021 in Diensten von Stade Rennes. Zudem ist er türkischer A-Nationaltorhüter.

## Karriere
Alemdar ist ein 1,89 Meter großer defensiver Spieler und agiert ausschließlich als Torwart.

### Verein

#### Anfänge in Kayseri
Alemdar kam 2002 in der Ortschaft Kocasinan, einer Gemeinde und gleichzeitig einem Stadtteil der zentralanatolischen Großstadtkommune Kayseri, zur Welt. Hier begann er 2013 in seiner Kindheit mit dem Vereinsfußball beim Kayserispor. Im März 2018 erhielt Alemdar mit 15 Jahren einen Profivertrag und stieg anfänglich in die Reservemannschaft, Kayserispor U21, der Profis auf. Er spielte dort anfänglich als Stammtorhüter und er kam seit Februar 2019 bis März 2020 nebenbei auch für die U19-Junioren zum Einsatz. Neben diesen beiden Mannschaften stand er in der Saison 2018/19 auch vereinzelt im Spieltag-Kader der Profimannschaft ohne zu einem Einsatz zu kommen. In der Folgesaison kam Alemdar mit 17 Jahren im Dezember 2019 zu seinem Spieldebüt für die Profimannschaft in der Runde der letzten 32 im türkischen Pokalwettbewerb, wo er auch als Mannschaftskapitän auftrat. Damit wurde er in einem Pflichtspiel zum jüngsten Profi-Mannschaftskapitän der Vereinsgeschichte.
Die Saison 2020/21 begann er als etatmäßiger dritter Torwart der Profimannschaft. Während der Saison verletzte sich im November 2021 der Kayserispor-Stammtorwart Silviu Lung Jr., woraufhin der primäre Ersatztorwart İsmail Çipe zum Einsatz kam und der nicht zu überzeugen wusste. Somit ergab sich im Dezember 2020 für Alemdar mit 18 Jahren die Gelegenheit zu seinem Süper-Lig-Spieldebüt und dieses erfolgte Debüt endete gegentorlos gegen Trabzonspor. Im weiteren Saisonverlauf verdrängte er mit seinen torhüterischen Leistungen den primären und formschwachen Ersatztorwart und später auch den wieder genesenen Stammtorwart aus der Startelf. Gegen bzw. zum Saisonende 2020/21 trug Alemdar mit seinen Leistungen auch zum Klassenverbleib seines Vereins mit und er war der jüngste Torwart der Süper-Lig-Saison der zum Einsatz kam. Darüber hinaus gehörte er zu den Top-10-Torhütern der Süper-Lig-Saison in der Kategorie „Weiße Weste“ der meisten Zu-Null-Spiele an.

#### Wechsel nach Frankreich
Für seine Torwart-Leistungen erhielt Alemdar im Juli 2021 eine vorzeitige Vertragsverlängerung und weckte das Interesse von französischen Erstligisten. Woraufhin im August 2021 nach Saisonbeginn 2021/22 zum Transfer von ihm zum französischen Erstligisten Stade Rennes erfolgte für eine Ablösesumme in Höhe von 3,5 Millionen Euro. Alemdar ging erneut als dritter Torwart in die Saison, diesmal hinter dem senegalesischen Stammtorwart Alfred Gomis und dem primären Ersatztorwart Romain Salin. Alemdar vertrat im Januar und Februar 2022 den verletzten Ersatztorwart Salin und den Stammtorwart, der für den Afrikanischen Nationen-Pokal 2022 abgestellt wurde. Im weiteren Saisonverlauf vertrat er ihn zwischen März und April 2022 erneut, diesmal aufgrund eines Fingerbruchs des Stammtorwarts. Dabei kam Alemdar mit 19 Jahren im März 2022 zu seinem Europapokal-Spieldebüt in der UEFA Europa Conference League. Er trug als temporärer Stammtorwart zur Direktqualifikation der UEFA Europa League 2022/23 seiner Mannschaft bei.
Im Juli 2023 wurde der Spieler für eine Saison an ES Troyes AC ausgeliehen.

### Nationalmannschaft
Alemdar durchlief zwischen 2019 und 2020 die türkischen Nachwuchs-Nationalmannschaften von der U17 bis U19 und kam dabei in U-Ländertestspielen zu Einsätzen. 2021 stieg er in die türkische U21-Nationalmannschaft auf und kam mit 19 Jahren in der Qualifikation zur U21-Europameisterschaft 2023 zu vereinzelten Einsätzen. Nach seinen Leistungen als temporärer Stammtorwart in der Ligue 1 2021/22 wurde er im Anschluss im Mai 2022 erstmals für die türkische A-Nationalmannschaft berufen und zwar für die A-Länderspiele der UEFA Nations League 2022/23. Am 2. Spieltag der UEFA Nations League kam er im Juni 2022 zu seinem A-Länderspieldebüt und das direkt in der Startelf.

## Erfolge
- Gewählt zum Nachwuchsspieler des Monats der Ligue 1: Januar 2022[13]